# Komo-Mondah
Komo-Mondah es un departamento de la provincia de Estuaire en Gabón. En octubre de 2013 presentaba una población censada de 90 096 habitantes.
Se encuentra ubicado al noroeste del país, cerca del estuario de Gabón, de la frontera con Guinea Ecuatorial y de la costa del océano Atlántico.